# アンバー (韓国の歌手)
アンバー (朝: 엠버、英語：Amber、本名：アンバー・ジョセフィーン・リウ (Amber Josephine Liu)、漢名：劉逸雲（韓国語読み：ユ・イルン）、1992年9月18日 - )は、アメリカ合衆国・カリフォルニア州ロサンゼルス出身の台湾系アメリカ人の女性歌手。韓国のアイドルグループf(x)のメンバー。

## 来歴
- 1992年、アメリカ・カリフォルニア州ロサンゼルスに生まれる。
- 2009年、f(x)のメンバーとしてデビュー。
- 2010年6月から2011年2月まで、靭帯の治療のために活動を休止。
- 2011年11月から2012年4月にかけて、リアルバラエティ「青春不敗2」に出演。
- 2013年1月より音楽番組「SHOW CHAMPION」のMCを務める。
- 2019年9月1日に、SMエンタテインメントとの契約終了を自身のSNSにて発表。[1]
- 現在は、Steel Wool Entertainmentに所属。アーティスト活動を継続中。[2]

## 人物
- f(x)においてはラップ、サブボーカルを担当。
- 母語は英語だが、中国語、朝鮮語も話せる。
- 短い髪や服装、体型から初対面の人には男性に間違えられる事が多い。

## 音楽作品
フィーリング
- 2013年 HENRY「1.4.3」 - 「1.4.3」
- 2015年 Ailee「VIVID」 - 「Letting Go」

## 出演

### テレビ
- 2013年 「SHOW CHAMPION」 - MC
- 2014年 「A SONG FOR YOU シーズン3」 - MC
- 2015年 「本物の男」
- 2015年 「A SONG FOR YOU シーズン4」 - MC
- 2021年 「創造営2021」 - メンター